# Maria Hirse
Mariia Madeleine Sea Svensson, tidligere Mariia Madeleine Hirse (født Maria Hirse; 13. december 1971 i Allerød) er en dansk journalist, forfatter, psykoterapeut, foredragsholder, brevkasseredaktør og studievært. På et tidspunkt har hun også været model. Hun ændrede i 2006 navn til Mariia Madeleine Hirse, efter råd fra en numerolog. Senere har hun ændret navn til Mariia Madeleine Sea Svensson.
Hirse er blevet dømt flere gange. I 2019 tre måneders betinget fængsel og 80 timers samfundstjeneste for hæleri, indbrudsforsøg og ulovlig våbenbesiddelse og i 2021 fik hun to års ubetinget fængsel for hærværk, forsøg på røveri og opfordring til vold i en sag om indbrud hos en tidligere kæreste.

## Karriere
Hirse blev kendt som bogstavvender/medvært på TV 2-programmet Lykkehjulet fra 1995 til programmets slutning i 2001.
I 2006 var hun vært på TV 2's nu lukkede program Quiz Direkte. Siden 2001 har Hirse været brevkasseredaktør på ugebladet Ude og Hjemme.
Hun har også haft succes med at skrive bøger om bl.a. anoreksi og mobning.

## Andet
Hirse blev anholdt og tiltalt for hæleri for i perioden 4. juli til 15. juli 2017 at have modtaget en lang række værdigenstande, der stammede fra to forskellige indbrud i nordsjællandske feriehuse, som politiet fandt på hendes bopæl under ransagning. Hun blev igen anholdt, da gårdejer og pensioneret politibetjent Henrik Hattel fandt hende og en veninde i sin hestestald om aftenen den 31. juli 2017. Den 26. februar 2019 blev Hirse ved byretten i Helsingør dømt skyldig i alle forhold og fik en betinget fængselsdom på 3 måneder. Derudover blev hun idømt 80 timers samfundstjeneste og skulle betale sagsomkostningerne. Hun ankede dommen til frifindelse, men opgav dog i oktober sin ankesag og tog imod byrettens dom.
Den 1. februar 2021 blev Maria Hirse dømt 2 års fængsel ved retten i Svendborg. Sigtelsen lød på "hærværk, forsøg på røveri og for at have opfordret til vold". Hun ankede strafudmålingen til formildelse til Østre Landsret, men benægtede ikke de faktiske forhold. Efter en betænkningstid valgte hun dog at tage imod dommen. Hirse havde siddet varetægtsfængslet siden 11. september 2020 (hvilket tæller som allerede afsonet tid), og da hun samtidig fik konstateret kræft i fængslet, blev hun af helbredsmæssige årsager løsladt i januar 2022.

## Privatliv
Med tidligere forlægger Peter Asschenfeldt har hun datteren Victoria Asschenfeldt. Med TV3-programchef Jakob Mejlhede har hun sønnen Gabriel.
I 2010 boede hun i Charlottenlund. I 2022 var hun i kemobehandling.

## Udvalgt bibliografi
- Æblekinder (2001) ISBN 87-14-29893-7
- Få lidt stil!! (2003, roman) ISBN 87-7984-041-8
- Den 13. – en personlig beretning om mobning, (2003) ISBN 87-595-0026-3
- Bag facaden – en personlig beretning om selvværd (2005) ISBN 87-595-2305-0
- Når mad er din fjende (2010), Lindhardt og Ringhof ISBN 9788711427590
- Kvinde kend dit hjerte : en bog om kvinder og hjertesygdomme (2012), Lindhardt og Ringhof ISBN 9788711403334